# Semophylax apicepuncta
Semophylax apicepuncta är en fjärilsart som beskrevs av August Busck 1911. Semophylax apicepuncta ingår i släktet Semophylax och familjen stävmalar. Inga underarter finns listade i Catalogue of Life.